# Pars Khodro
Pars Khodro (en persa: پارس خودرو‎) es un fabricante iraní de automóviles. Es considerado como el primer productor de SUV's en Irán.

## Historia

### Inicios

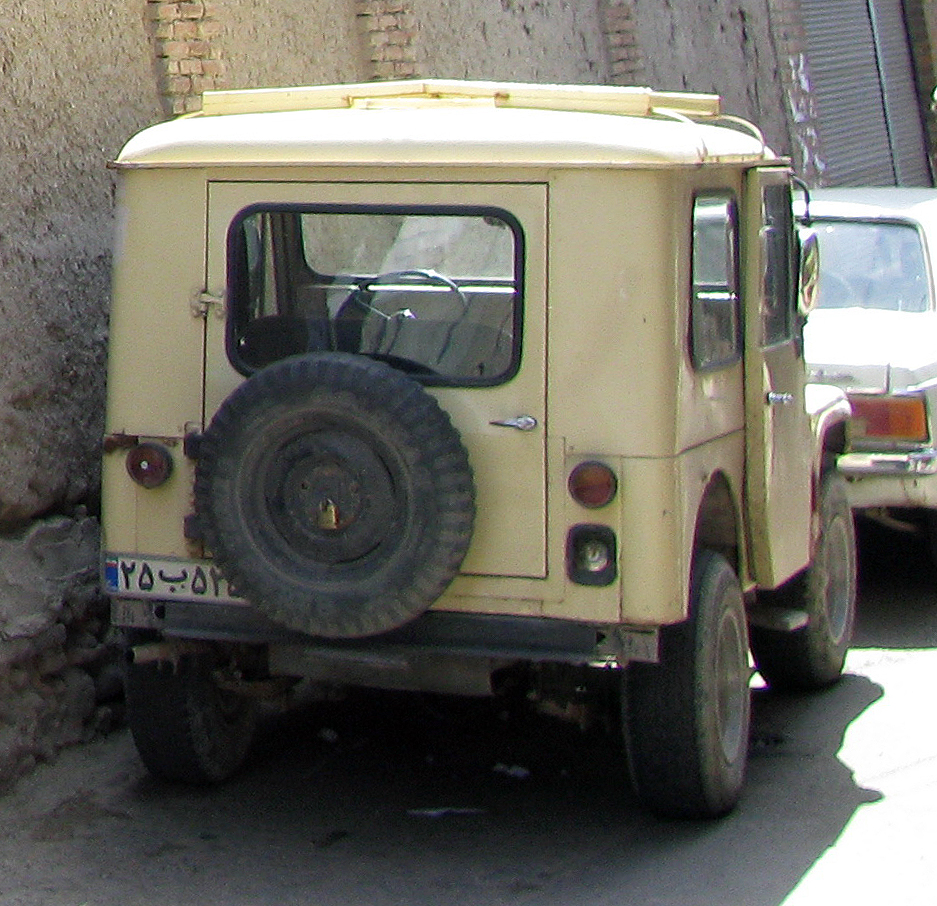
Un Jeep CJ-5, denominado localmente Sherkat-Sahami Shahbaz.

Inicialmente la Pars Khodro ensambló modelos de la American Motors Corporation (coches de la Rambler) y de la General Motors bajo licencia. Sus primeros autos eran los modelos Aria y Shahin, los cuales estaban basados en la plataforma mecánica de un modelo compacto de la AMC de 1966, el Rambler American, el que luego llegara al mercado en el año de 1967. Su producción cesó en el año de 1974. A su vez contaba con la licencia de ensamble y fabricación de la serie de vehículos Jeep. La compañía se denominó inicialmente como Sherkat-Sahami Jeep en ese tiempo.
En junio del año 1972, la Sherkat-Sahami firmó un acuerdo de asociación con la multinacional General Motors y conformó la sociedad General Motors Iran Ltd.. La GM Iran producía modelos de la Opel bajo licencia, usando la marca de Chevrolet, como se hace en Sudamérica. Dichos modelos montaban motores de 2.5 y 2.8 litros de cubicaje. En adición, líneas de las marcas Buick, Cadillac y Chevrolet también fueron instaladas para la producción de coches tan icónicos como el Nova, junto a los modelos de camionetas de la Chevrolet (Chevrolet C-10 y C-20). A su vez, la línea de montaje de Jeep continuó sin interrupciones durante dicho periodo. Estos vehículos estuvieron en la línea de producción hasta 1981, cuando la dirigencia de la revolución iraní forzó el cese de dicha producción en forma definitiva, junto a los acuerdos que la vinculaban a la GM igualmente.

### Tras la revolución
Tras este cambio, la Pars Khodro se dio a la tarea de buscar un reemplazo, con la puesta en manufactura del Nissan Patrol bajo licencia. El último modelo del Patrol saldría en el año 2002. En 1997, la firma adquiere una línea de producción de automóviles familiares,  poniendo en sus instalaciones la maquinaria de la línea del Renault 5, el cual era ensamblado en las líneas de su competidor, la SAIPA, también iraní, con el cual se había hecho un reemplazo para el nicho dejado por el Citroën Dyane, producido localmente desde 1967 hasta 1980. Los Sepand I y II, sus sustitutos; eran las versiones locales del Renault 5 original. En el año 2000, el 51% de las acciones de la Pars Khodro fueron adquiridas por su rival, la SAIPA, qua su vez es propiedad en un 48% del gobierno iraní.

### Actualidad
Hoy día, la Pars Khodro construye autos bajo licencia de la Renault y de la Nissan. Las licencias por parte de la Nissan incluye a los modelos Maxima, Roniz (Xterra), Teana, Patrol, y Safari. Los coches producidos por la Pars Khodro se complementan con la gama de modelos de los autos de su matriz SAIPA, derivados a su vez de los modelos de la Kia. 
Desde el año 2006, Pars Khodro ha seguido manufacturando coches, y en el momento fabrica coches bajo licencia de la Dacia, filial de la Renault, con el Renault Tondar 90 de licencia rumana, y el Renault Mégane, de licencia francesa.

## Productos

### Licencia Nissan
- Maxima
- Roniz (Xterra)
- Teana
- Patrol
- Safari.

### Licencia Renault/Dacia
- Renault Tondar 90 (bajo licencia franco-rumana)
- Renault Mégane (bajo licencia francesa)

### Locales
- Pars Khodro P.K.